# Erica Buratto
Erica Buratto (Remanzacco, 31 de diciembre de 1984) es una deportista italiana que compitió en natación (estilo libre) y salvamento acuático.
Ganó una medalla de bronce en el Campeonato Europeo de Natación de 2012 y una medalla de bronce en el Campeonato Europeo de Natación en Piscina Corta de 2011.
Además, en salvamento acuático consiguió una medalla de oro en los Juegos Mundiales de 2005.

## Palmarés internacional
| Campeonato Europeo                  | Campeonato Europeo | Campeonato Europeo | Campeonato Europeo |
| Año                                 | Lugar              | Medalla            | Prueba             |
| ----------------------------------- | ------------------ | ------------------ | ------------------ |
| 2012                                | Debrecen (Hungría) | Medalla de bronce  | 4 × 100 m libre    |
| Campeonato Europeo en Piscina Corta |                    |                    |                    |
| Año                                 | Lugar              | Medalla            | Prueba             |
| 2011                                | Szczecin (Polonia) | Medalla de bronce  | 4 × 50 m libre     |